# إسامو كاميكوكوريو
إسامو كاميكوكوريو (باليابانية: 上国料 勇) مواليد 31 يوليو عام 1970 ، هو مخرج فن يعمل حالياً في شركة سكوير إنكس منذ 1999 . مشهور بعمله على سلسلة ألعاب تقمص الأدوار فاينل فانتسي .

## الأعمال
| اللعبة                            | الإصدار | الأنظمة                    | الدور                  |
| --------------------------------- | ------- | -------------------------- | ---------------------- |
| فاينل فانتازي X                   | 2001    | بلاي ستيشن 2               | مصمم الفن              |
| فاينل فانتازي XII                 | 2006    | بلاي ستيشن 2               | مخرج الفن              |
| Final Fantasy XII: Revenant Wings | 2007    | نينتندو دي إس              | مشرف الفن، مصمم الشعار |
| فاينل فانتازي XIII                | 2009    | بلاي ستيشن 3، إكس بوكس 360 | مخرج الفن              |
| ذا ثيرد بيرث داي (لعبة فيديو)     | 2010    | بلاي ستيشن بورتبل          | مخرج الفن              |
| فاينل فانتسي XIII-2               | 2011    | بلاي ستيشن 3، إكس بوكس 360 | مخرج الفن، مصمم أزياء  |

## روابط خارجية
- إسامو كاميكوكوريو على موقع IMDb (الإنجليزية)